# Er du senil, mand?
|  | Denne artikel er oprettet af botten Steenthbot ud fra en ekstern database. Den kan derfor have sproglige fejl eller mangler. Denne skabelon kan fjernes efter kontrol af indholdet. |

Er du senil, mand? er en dansk dokumentarfilm fra 1995 instrueret af Stine Korst efter eget manuskript.

## Handling
Et varmt portræt af fire ældre mennesker med demens og deres pårørende. Filmen beskriver nogle af de følelser og problemer, specielt pårørende har, men ofte føler sig meget alene med. Filmen formidler følelser, indsigt og viden, så forståelsen og tolerancen overfor mennesker med demens og deres pårørende bliver større.